# Geissberg (Aargau)
Der Geissberg ist ein Berg im Aargauer Jura. Er gehört zum Tafeljura und bildet ein drei Kilometer langes, bewaldetes Hochplateau. Auf mehreren Seiten ist dieses von hohen, langen Felswänden begrenzt, so wie am Chamere Fels, am Rütifels und am Besserstein.
Der Geissberg steht am Ostrand des Juraparks Aargau hoch über dem Aaretal. Er liegt im Landschaftsschutzgebiet «Aargauer Tafeljura», das im Bundesinventar der Landschaften und Naturdenkmäler von nationaler Bedeutung verzeichnet ist.

## Geographie
Der Geissberg befindet sich nordwestlich des «Wasserschlosses», wie der Zusammenfluss von Aare, Reuss und Limmat genannt wird. Die Gemeinden Hottwil, Mandach, Villigen und Remigen liegen rund um den Geissberg. Dessen Plateau und der östliche und nördliche Berghang liegen ganz im Gebiet der Gemeinde Villigen, der südliche Hang und ein Stück des Berghangs im Nordwesten im Gebiet von Remigen.
Der Berg erhebt sich rund 200 Meter über die umgebende Landschaft. Der höchste Punkt des von Osten her leicht ansteigenden Plateaus liegt auf rund 700 m ü. M. am westlichen Ende des Bergmassivs. Über die Passhöhe mit dem Namen Bürersteig (550 m ü. M.) westlich davon führt die Hauptstrasse 277 von Stilli nahe bei Brugg nach Etzgen östlich von Laufenburg. Die Täler am Hangfuss werden vom Schmittenbach, dem Baumgartenbach, dem Reinerbach, dem Hottwilerbach und dem Stampfelbach entwässert.
Zur Region Geissberg zählen auch die Dörfer Mönthal, Rüfenach, Stilli und Riniken. Die Weinbauregion Geissberg schliesst zudem Gansingen und die Dörfer der Gemeinde Mettauertal ein, obschon nur in Wil und Mettau Rebbau betrieben wird.
Auf dem Berg verlaufen mehrere Forststrassen und Fusswege, die teilweise als offizielle Wanderwege markiert sind.

## Natur
Zu den Besonderheiten der Fauna auf dem Geissberg zählt eine grössere Kolonie von Gämsen, die das Gebiet bewohnen. Diese Kolonie und jene im Gebiet der Wasserflue sind die einzigen im Kanton Aargau. Sie blieb in den letzten Jahrzehnten isoliert, hat sich aber zumindest bis zum Iberg und dem Bruggerberg ausgebreitet. Da der Bestand zeitweise angeblich für Schäden sorgte, wurde die im Kanton Aargau eigentlich geschützte Gämse (mit Restriktionen) zum Abschuss freigegeben. Seit 2020 sank die Zahl der Gämsen im Gebiet Geissberg stark.
Beim Rütifels oberhalb Remigen existiert ein Stollensystem von ungefähr 300 m Länge.
Am Geissberg sind mehrere Naturschutzgebiete ausgewiesen:
- Naturwaldreservat «Chameren-Rütifels»[6]
- Naturwaldreservat Ampflete-Besserstein-Langhalde[7]
- Trockenwiese «Rüti» (verzeichnet im Bundesinventar der Trockenwiesen und -weiden von nationaler Bedeutung TWW)[8]
- Trockenwiese «Hasenberg» (TWW)[9]
- Trockenwiese «Schlossberg» (TWW)[10]
- Trockenwiese «Grossmatt» (TWW)[11]
- Trockenwiese «Bürersteig» (TWW)[12] im Pro-Natura-Schutzgebiet «Sparberg»[13]
- Pro-Natura-Schutzgebiet «Grube Hasel»

## Geschichte
Oberhalb von Villigen liegt die Ruine der Burg Besserstein.
Historisch zählt der Geissberg zur Region Bözberg und auch zum Amt Bözberg, welches sich bis Bözen erstreckte.
An der Nordflanke des Geissbergs betreibt das Unternehmen Holcim Schweiz im Gebiet des Gabenchopfs einen grossen Steinbruch, wo Kalkstein abgebaut wird, der auf einer langen Förderbandbrücke in das Zementwerk Würenlingen gelangt. An den Südhängen des Massivs liegen Rebberge.
Am Geissberg existieren verschiedene militärische Anlagen. Aus der Zeit des Zweiten Weltkriegs befindet sich oberhalb Villigen bei der Ruine Besserstein das Artilleriewerk Besserstein und oberhalb des Bürersteigs ganz in der Nähe des Funkturms das Artilleriewerk Geissberg. Die Wasserversorgung der beiden Artilleriewerke wurde von Remigen her sichergestellt. Die Steigleitung führte vom Lochgraben bis ins Gebiet Cholrüti auf dem Geissberg-Plateau und von dort vom heute noch existierenden Gebäude zu den zwei Artilleriewerken. Auf dem Plateau sind noch frühere Schussschneisen erkennbar.
Der 145 Meter hohe Funkturm Geissberg wurde 1993 errichtet.

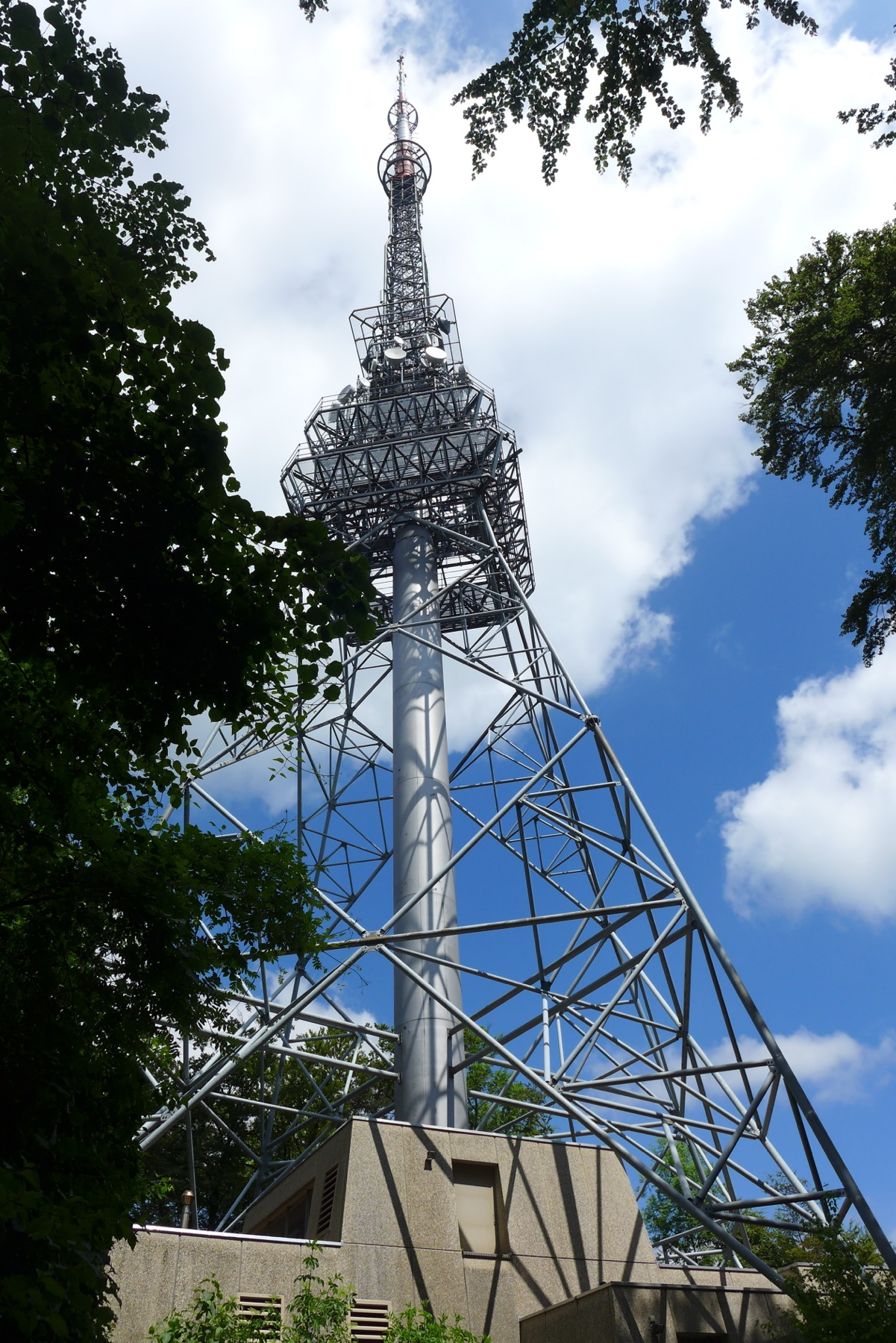
Funkturm Geissberg
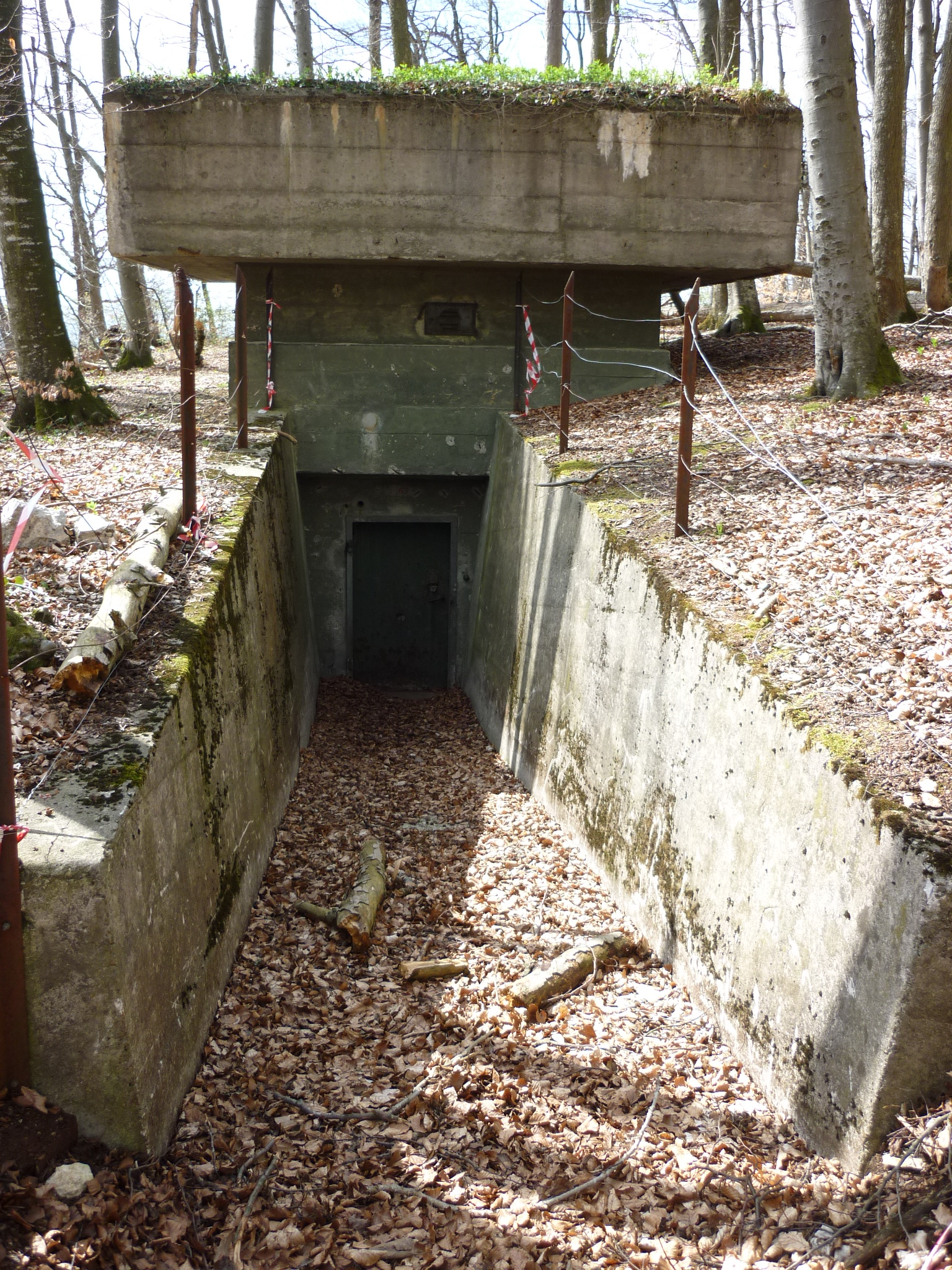
Zugang zum Artilleriewerk Geissberg, Gebiet Chameren